# Maracatu
Il termine maracatu indica un genere musicale, una danza e un rituale di sincretismo religioso originario dello Stato del Pernambuco (nel nordest del Brasile). 
I principali tipi di maracatu includono maracatu nação (maracatu in stile nazionale) e maracatu rural (maracatu in stile rurale). Il primo, abbastanza diffuso nell'area metropolitana di Recife, è il più antico ritmo afrobrasiliano; e il secondo è caratteristico della città di Nazaré da Mata.